# PASC
PASC（Precision Adaptive Subband Coding、パスク）は、かつてデジタルコンパクトカセット（DCC）で採用されていた音声信号圧縮方式、および、そのLSI（フィリップス製）。 「高精度適応型帯域分割符号化」と日本語訳している。MPEG-1/2 Audio Layer-1（MP1）の技術を基にして開発された。

## 概要
PASCの基本技術は、フィリップスの基礎研究所（Natラボ）で開発された。
DCCのビットレートは384kbit/sで、DATの1536kbit/sに比べると1/4であるため、音声信号の圧縮方式としてPASCが採用された。この規格の開発には、レコーディング・エンジニアや、ミュージシャンが参加しており、オリジナルと聴感上の違いがほとんど違いが出ない程度の音質を保ちながら、CDのPCM信号を1/4に圧縮している。この回路の原理は要約すると次のようになる。
1. まず、オーディオ信号の周波数帯域を、デジタルフィルタによって、750Hz刻みで32の帯域（サブバンド）に分割する（最初に、入力された信号は、サブバンドフィルタ（デジタルフィルタ）によって0～24kHzの範囲を750Hzずつ32の帯域に分割される。分割された帯域をサブバンドという）。
2. 次にPASCシグナルプロセッサによって、その中から人間の耳に聞こえる信号を選び出し、聞こえない信号は切り捨てる。つまり、聞こえない信号を間引くことによって、情報量を減らす。
3. 最後に、分割された各帯域に必要なビット数を割り当てる。この3段階の信号処理によって、再生音には影響を与えずに記録する情報量を1/4に圧縮するという技術を実現している。

PASCでは、音楽信号全体にわたって信号圧縮が行なわれる仕様ではない。PASCで処理されるのは、音楽信号の情報量がDCCの容量を超えた時だけであって、DCCはいつも16bitの音楽信号を1/4（4bit）に圧縮しているわけではない。CDやDATなどでは、音楽信号はビットレート1536kbit/sの半分（ステレオ2チャンネルだから）の768kbit/sのままで処理されており、これをリニアコーディングと呼んでいる。DCCの場合には、信号経路が2つに分けられる。音楽信号の情報量が192kbit/s（片チャンネル分）以内の時は原音のままリニアコーディングの経路を通って記録され、情報量が192kbit/sを超えた時には、超えた部分について信号圧縮の処理が施されて記録される。
PASC方式に対応したソフトウェアやデジタルオーディオプレーヤーは存在せず、PASC形式ではCDからの直接取り込み自体行えない状態である。